# Aeonium lambii
Aeonium lambii är en fetbladsväxtart som beskrevs av David Bramwell och Rowley. Aeonium lambii ingår i släktet Aeonium och familjen fetbladsväxter. Inga underarter finns listade i Catalogue of Life.